# Distretto di Jiang'an
Il distretto di Jiang'an (江岸区S, Jiāng'àn QūP) è un distretto della Cina, situato nella provincia di Hubei e amministrato dalla città sub-provinciale di Wuhan.